# Provincie Biella
Biella (Provincia di Biella) je italskou provincií v oblasti Piemont, ustanovená roku 1992 a fungující od roku 1996. Sousedí na západě s provincií Torino a Valle d'Aosta a na východě, severu a jihu s provincií Vercelli.

## Okolní provincie
| Růžice kompasu | Valle d'Aosta    | Vercelli |          | Růžice kompasu |
| Růžice kompasu |                  | Sever    | Vercelli | Růžice kompasu |
| Růžice kompasu | Provincie Biella |          | Vercelli | Růžice kompasu |
| Růžice kompasu | Jih              |          | Vercelli | Růžice kompasu |
| Růžice kompasu | Torino           | Vercelli |          | Růžice kompasu |